# Бзяк (присілок)
Бзяк (рос. Бзяк, башк. Беҙәк) — присілок (колишнє селище) у складі Бєлорєцького району Башкортостану, Росія. Входить до складу Туканської сільської ради.
Населення — 48 осіб (2010; 90 в 2002).
Національний склад:
- башкири — 78%